# Phương ngữ Menton
Menton (Mentonasco trong tiếng Ý, Mentonnais hoặc Mentonasque trong tiếng Pháp) là một phương ngữ Rôman trong lịch sử được nói trong và xung quanh Menton, nước Pháp. Nó là phân loại là một phương ngữ của tiếng Occitan và một tiểu phương ngữ của phương ngữ Vivaro-Alpine, với một số ảnh hưởng mạnh mẽ từ phương ngữ láng giềng Intemelio phương ngữ nói từ Ventimiglia đến San Romeo.

## Phân loại
Menton được coi là một ngôn ngữ chuyển thể, nó là một ngôn ngữ trung gian giữa tiếng Occitan và tiếng Liguria, đó là lý do tại sao phân loại của phương ngữ Menton thường được đưa ra tranh cãi. Tuy nhiên, theo truyền thống nó được coi là phương ngữ của tiếng Occitan.
Phương ngữ Menton rất giống với các phương ngữ miền núi như Royasque hoặc Pignasque. Nó khác nhau khá đáng kể đặc biệt là các phương ngữ Liguria ven biển (Bắc Ý), như là Ventimiglia (Phương ngữ Intemelio) hoặc Monaco.

## Lịch sử
Khi khu vực Menton là một phần của Cộng hòa Genova và sau đó của Vương quốc Sardegna, tiếng Menton đã được sử dụng trong tất cả các khu vực ven biển giữa Monaco và Ventimiglia, và cả trong đất liền.

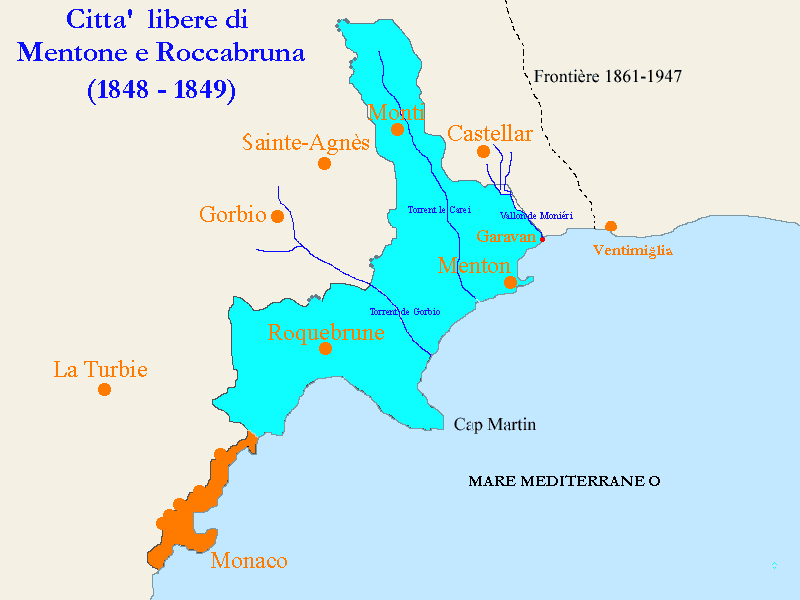
Bản đồ lãnh thổ của "thành phố tự do Menton Và Roquebrune vào năm 1848

Trong thế kỷ 19 phương ngữ Menton đã được sử dụng trong vùng lãnh thổ của thành Phố tự do Menton Và Roquebrune, khu độc lập được kết nối với Risorgimento của Ý.
Khi Pháp sáp nhập hầu hết của Bá quốc Nice trong năm 1860, phương ngữ Menton bắt đầu suy giảm, thay thế bằng những Tiếng Pháp.

## Phân bố địa lý
Phương ngữ Menton được sử dụng bởi khoảng 10% dân số ở Menton, Roquebrune, và xung quanh làng (Nice, Castillon, Gorbio, Sainte-Gian, Peche và Sospel). Bây giờ ngôn đạng ngữ được dạy trong hệ thống giáo dục Pháp, vì vậy, điều này có thể thay đổi.

### Tình trạng chính thức
Không có quốc gia nào đang sử dụng tiếng Menton là một ngôn ngữ chính thức.

## Từ Vựng
Dưới đây là một biểu đồ một số danh từ và động từ ở tiếng Pháp, dịch sang phương ngữ Menton. 
| Tiếng Pháp     | Phương ngữ Mento                     |
| -------------- | ------------------------------------ |
| accôtement     | bor dou camen, riba                  |
| accouchement   | part                                 |
| accoucher      | partouri                             |
| accoucheuse    | baila, couchusa, coumà               |
| accouder       | acoudâ, pountelâ                     |
| accoudoir      | bras                                 |
| accouplement   | acoubiament                          |
| accoupler      | acoubiâ                              |
| accourir       | veni vitou                           |
| accoutrer      | gimbrâ, arnesca                      |
| accoutumer     | acousturiâ, abituâ                   |
| accrediter     | acreditâ                             |
| accroc         | set, sgarahura) (de langage):sgarran |
| accrocher      | acrouchâ, pendè, aganità             |
| accroissement  | creishament                          |
| accroitre      | creishe                              |
| accroupir      | acougounâ, cougounà                  |
| accueil        | acueilh                              |
| accueillir     | aculhi                               |
| acculer        | aculà                                |
| accumulateur   | acumulatoù                           |
| accumulation   | amourounament, acumulacian           |
| accumuler      | amourounà, acumulà                   |
| accuser        | acusà                                |
| acerbe         | pougnent, aspre                      |
| aceré          | pounchû                              |
| achalander     | ashalandà                            |
| acharnement    | acharnament                          |
| acharner       | encagnâ, acharnâ                     |
| achat          | acat, coumpra                        |
| acheminer      | encaminà, stradâ, adraiâ, enstradà   |
| acheter        | acatà, catà                          |
| achever        | feni                                 |
| acide          | aigre, âchidou                       |
| acidité        | aigrou, aigrura, achidità            |
| acolyte        | coumpars                             |
| acompte        | acuenti                              |
| acoquiner      | s'acouquinà                          |
| acoustique     | acoustica, acousticou                |
| acquérir       | catâ, aquistà                        |
| acquisition    | aquîst                               |
| acquitter      | aquitâ, pagà                         |
| âcre           | àsperou                              |
| acrobate       | acroubat                             |
| acropole       | acroupolà                            |
| acte           | atou                                 |
| acteur (trice) | atoû, atrisse                        |
| actif          | ativou                               |
| action         | assian                               |
| actionner      | assiounâ                             |
| activité       | atività                              |
| actualité      | atualitâ                             |

## Văn học
Có một số văn bản và các bài hát đã được xuất bản gần đây ở Menton (hầu hết từ thế kỷ thứ hai mươi.)
Trong số những ấn phẩm khác nhau: A Lambrusca de Paigran (la Vigne đa de ông nội) của Jean-Louis Caserio, minh họa bởi M. và F. Guglielmelli, SAHM, Menton, năm 1987. Brandy Mentounasc, Livret de Poésies Bilingue của Jean david di franco, năm 2010. Ou Mentounasc per ou Bachelerà, le Mentonasque au Baccalauréat, bởi JL Caserio, phiên bản thứ 5 năm 2008., etc.

## Ví dụ
Video của Quốc Ca của Menton được hát nằmh tiếng Mento